# 影响球体
影响球体是围绕超大质量黑洞的一个区域，在这个区域，黑洞的重力势能统治着宿主星系的重力势能。影响球体的半径的半径称为“（重力）影响半径”。
影响球体的半径通常有两种定义。第一种是由公式：
{\displaystyle r_{h}={\frac {GM_{\rm {BH}}}{\sigma ^{2}}}}
给出的。其中MBH是黑洞的半径，σ是宿主星系核球部分的恒星的速度离散，G是万有引力常数。
第二种定义是：恒星的封闭质量等于MBH的两倍，即：
{\displaystyle M_{\star }(r<r_{h})=2M_{\rm {BH}}}.
哪种定义是最接近的取决于正在解决的物理问题。第一种定义把核球对恒星运动的综合影响考虑进去，因为σ的部分数值是由从黑洞院里的恒星所决定的。第二种定义比较了来自黑洞的力量与恒星的力量。
为动态地确定黑洞的质量，最小的要求就是很好地求出它的影响半径。

## 旋转影响球体
如果黑洞正在旋转，与旋转相关的还有第二个影响球体半径。黑洞的冷泽-提尔苓牛扭转力大于恒星间的牛顿扭转力。在旋转影响球体内部，恒星以约是以冷泽-提尔苓速率绕轨进动的；在该球体之外，轨道是因为其他轨道的恒星的扰动而变动的。假设银河系超大质量黑洞高速旋转，它的旋转影响半径大约是0.001秒差距， 然而它的重力影响半径大约是3秒差距。